# 刘振球
刘振球（1911年—1997年6月5日），福建省上杭县人，中国人民解放军将领、中国人民解放军开国少将。
清宣统三年（1911年）十月生。1929年参加中国工农红军，1930年加入中国共产党。历任红军排长、连政委、团副政委，八路军营教导员、团政委。1949年10月中华人民共和国成立后，任江西军区副司令员、参谋长。1955年，授予中国人民解放军少将。1959年调任福建省军区第一副司令员。1964年4月因病离休。